# Erioptera (Erioptera) cladophora
Erioptera (Erioptera) cladophora is een tweevleugelige uit de familie steltmuggen (Limoniidae). De soort komt voor in het Neotropisch gebied.